# 943
El 943 (CMXLIII) fou un any comú començat en diumenge del calendari julià.

## Esdeveniments
- Revolta dels amazics contra els fatimites per uns impostos abusius.
- Pillatges dels pobles d'Hongria a l'Imperi Romà d'Orient.